# Pilotage d'un projet routier
 (mars 2025).
Motif : L’article est issu de cet ouvrage placé sous licence GFDL (libre de droits). Il ne s’agit donc ni d’un TI, ni d’un copyvio, par contre le sujet en tant que tel semble ne pas répondre aux critères généraux de notoriété. Il y aurait lieu de développer d’abord Projet d'infrastructures routières en France ou plus généralement Projet routier (à créer, pour éviter le franco-centrage).
- Archive Wikiwix
- Bing
- Cairn
- DuckDuckGo
- E. Universalis
- Gallica
- Google
- G. Books
- G. News
- G. Scholar
- Persée
- Qwant
- (zh) Baidu
- (ru) Yandex
- (wd) trouver des œuvres sur Wikidata

| 1. | Préciser le motif de la pose du bandeau. | Précisez le motif de la pose du bandeau en utilisant la syntaxe suivante : {{admissibilité à vérifier\|date=mars 2025\|motif=remplacez ce texte par le motif}}                                    |
| 2. | Informer les utilisateurs concernés.     | Pensez à avertir le créateur de l'article, par exemple, en insérant le code ci-dessous sur sa page de discussion : {{subst:avertissement admissibilité à vérifier\|Pilotage d'un projet routier}} |

Le pilotage d'un projet routier consiste à planifier et mettre en œuvre les méthodes et les moyens nécessaires pour réaliser des infrastructures comme une route, un tunnel, un pont, une autoroute... Le projet, à chaque étape de sa réalisation peut être amené à évoluer, à subir des modifications. En tout état de cause, il nécessitera des étapes de validation, des prises de décision. Un comité de pilotage créé à l'origine du projet doit être le garant des engagements validés par le programme par exemple. Il sera composé de représentants de la maîtrise d'ouvrage, du directeur de projet, éventuellement de partenaires du projet.

## Équipe
L'équipe est constituée de la ressource humaine qui par ses compétences pourra réaliser l'étude. Elle peut être formée de personnes d'horizons et de structures différentes. Le fonctionnement en mode projet est qualifié de structure matricielle dans les modèles d'organisation du travail.

## Partenaires
Il peut s'agir de partenaires financiers. Dans le cas de projet d'infrastructures routières, il s'agit de collectivités locales. Leur participation leur donne une forme de pouvoir en matière de choix, de tracé par exemple.

## Planification et ordonnancement
La planification permet de définir les travaux à réaliser, à fixer des objectifs, à coordonner les actions, de maîtriser les moyens, à diminuer les risques, à suivre les actions en cours, à rendre compte de l’état d’avancement du projet.
La planification du projet routier est programmée au début du projet et mise à jour pendant toute sa durée de vie. Un même projet peut faire l’objet de plusieurs plannings.
Le Diagramme de Gantt  est un outil permettant de planifier le projet et de rendre plus simple le suivi de son avancement. Il donne une représentation graphique de l’avancement du projet, mais c’est également un bon moyen de communication entre les différents acteurs du projet.
Ce type de modélisation est particulièrement facile à mettre en œuvre avec un simple tableur mais il existe des outils spécialisés dont le plus connu est Microsoft Project. Il existe par ailleurs des équivalents libres (et gratuits) de ce type de logiciel.
Chaque tâche ou étape de la procédure est représentée par une ligne, tandis que les colonnes représentent les jours, semaines ou mois du calendrier selon la durée du projet. Le temps estimé pour une tâche se modélise par une barre horizontale dont l’extrémité gauche est positionnée sur la date prévue de démarrage et l’extrémité droite sur la date prévue de fin de réalisation. Les tâches peuvent s’enchaîner séquentiellement ou bien être exécutées en parallèle. Au fur et à mesure de l’avancement d’une tâche, la barre la représentant est remplie proportionnellement à son degré d’accomplissement.